# Heinz Sutter
Heinz Sutter (* 15. September 1907 in Binningen; † 9. Januar 1987 ebenda) war ein Schweizer Landschafts- und Porträtmaler sowie Lehrer für Modezeichnen.

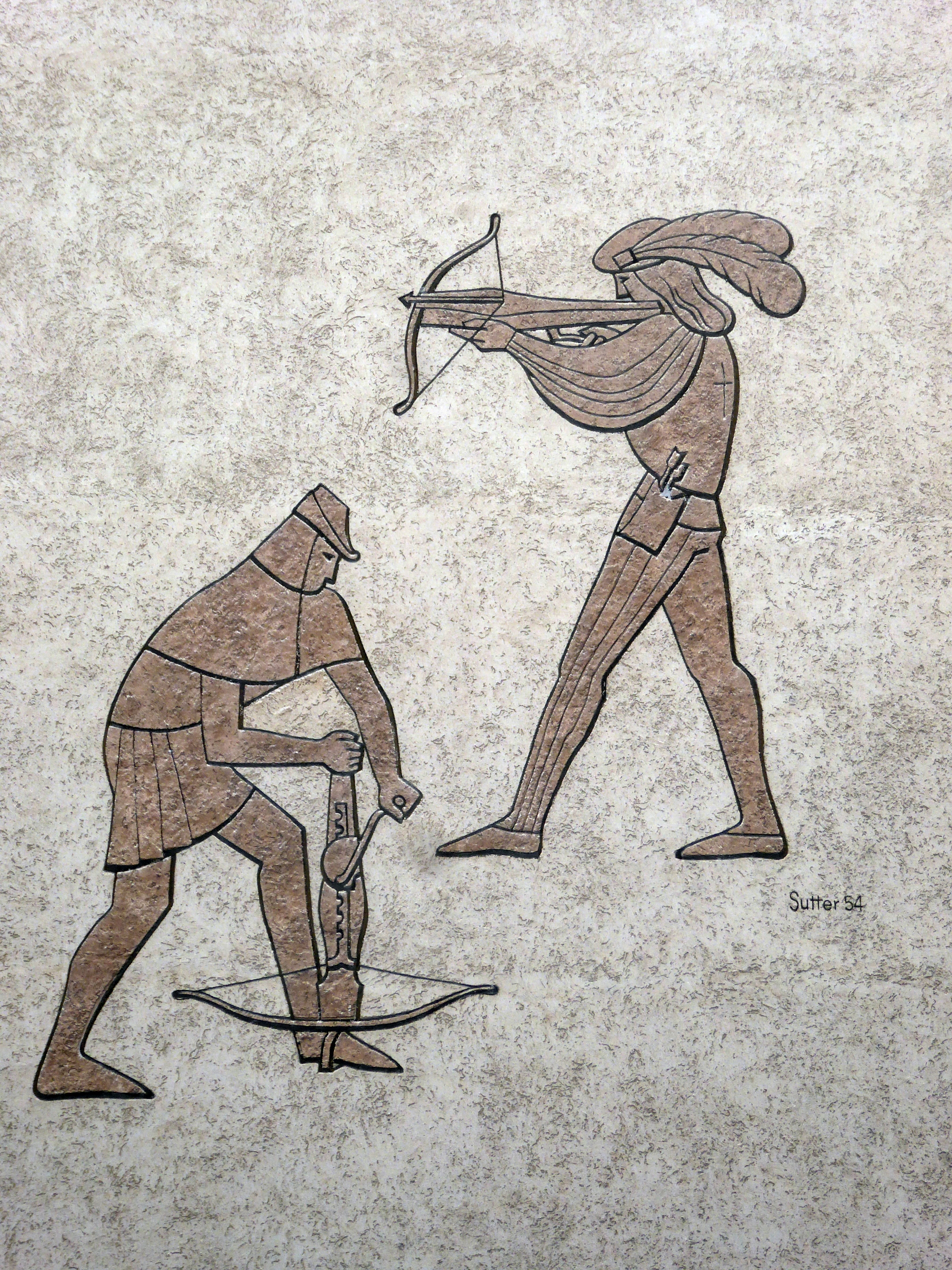
Wandbild 1954 in Binningen

## Werk
Heinz Sutter studierte an der Allgemeinen Gewerbeschule Basel und in Berlin. Seine Werke stellte er in Gruppenausstellungen in der Kunsthalle Basel und im Schloss Ebenrain aus. Als Lehrer unterrichtete er das Fach Modezeichnen.
Nach seinem Tod wurden Werke von Sutter in zwei Ausstellungen im Kunsthaus Aargau gezeigt.